# Palacio del Condestable (Colindres)

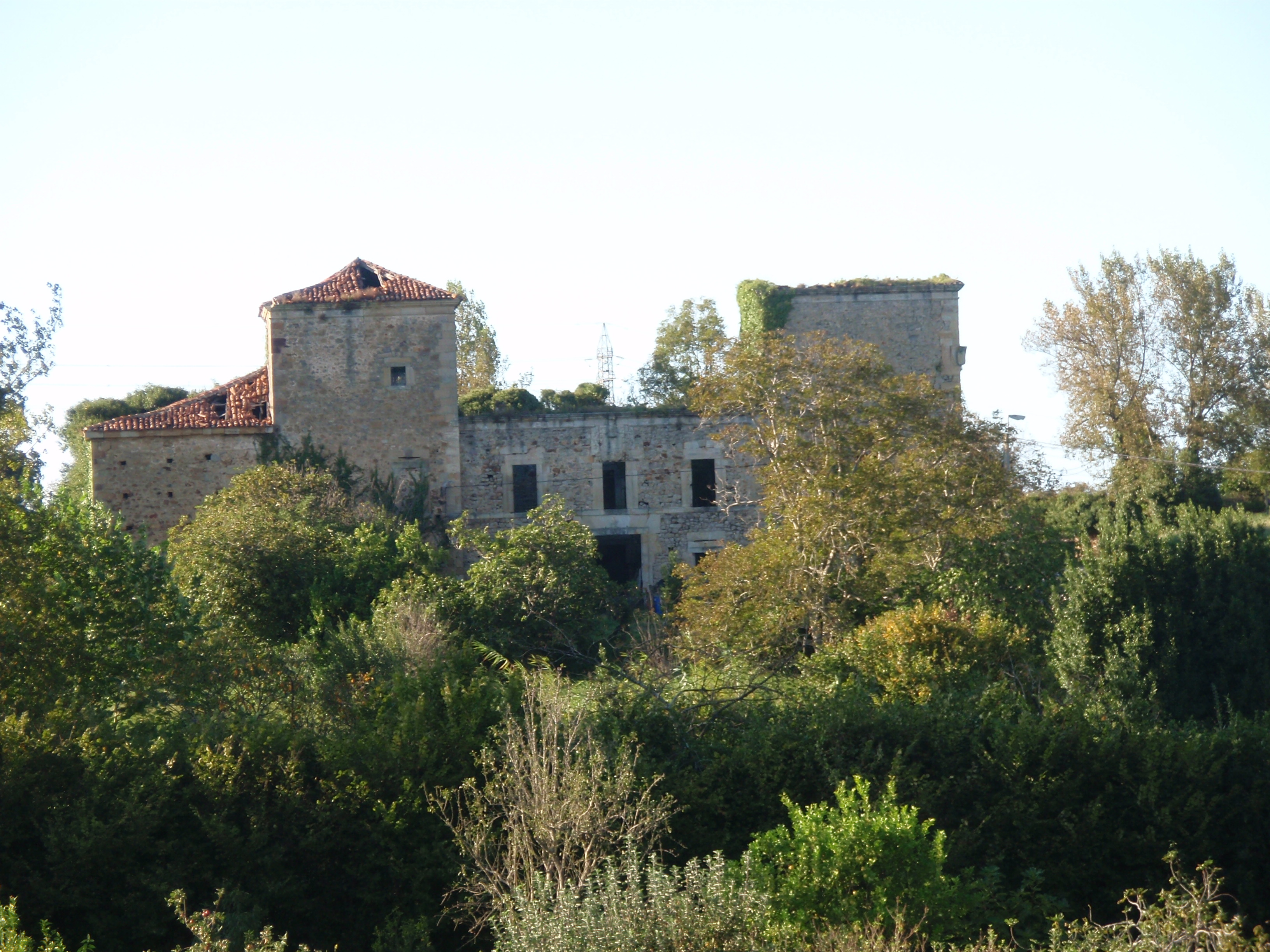
Palacio del Condestable.

El palacio del Infantado, de Alvarado o del Condestable es un palacio situado en el municipio cántabro de Colindres, Cantabria. Está en ruinas desde el desembarco de los corsarios franceses de 1639.
Su construcción, iniciada por Juan Sánchez de Oño, comenzó en la segunda mitad del siglo XIV siendo levantada, de todo el conjunto actual, únicamente la torre oeste de planta cuadrada y tejado a cuatro aguas. Por eso dicha torre posee un escudo en la parte superior de su pared este rematado con la cabeza de un león. Se puede apreciar que su finalidad era defensiva por el tamaño y asimetría de los escasos y pequeños huecos y ventanas. Fue vendida a Juan de Velasco en el año 1401 y más tarde recuperada por la familia Alvarado en el siglo XVI, quienes le añadieron el cuerpo central y la torre este conformando su porte palaciego con grandes ventanales simétricos. El escudo de la familia Alvarado, con yelmo (símbolo de Infanzona o nobleza castellana de segunda categoría) y armas de Alvarado, Bolívar y Saravia, se sitúa en el cuerpo central sobre el balcón, que hay encima del portón. En una esquina de la torre este hay otro escudo muy desgastado en el que ya no se aprecian los relieves.
Construido en mampostería, excepto la sillería de piedra arenisca en sus esquinas, ventanas y puertas. Su composición de dos torres unidas por un cuerpo bajo regular, es la típica tipología de casa noble o palacio cántabro.
En la actualidad el palacio es propiedad particular.
Su estado de conservación es lamentable ya que sus tejados están hundidos, no mantiene la estructura interna salvo las paredes y en una de sus torres, existe un suelo de madera en una de sus plantas que está en un avanzado estado de ruina. Muchas partes de su estructura tienen desprendimientos debido a la acción de los elementos, vandalismo y el deterioro causado por la acción de plantas invasivas en sus paredes (hiedras, zarzas, etc) que en muchos años nadie se ha preocupado de eliminar.
Hasta hace unas décadas varias partes del palacio eran utilizadas como viviendas y cuadras.